# امبرگ (ویسکانسین)
امبرگ، ویسکانسین (به انگلیسی: Amberg, Wisconsin) یک شهرک در ایالات متحده آمریکا است که در شهرستان مرینت، ویسکانسین واقع شده‌است.

## خصوصیات
امبرگ ۱۸۸٫۳ کیلومترمربع مساحت و ۸۵۴ نفر جمعیت دارد و ۲۴۹ متر بالاتر از سطح دریا واقع شده‌است.